# Gy-les-Nonains
Gy-les-Nonains är en kommun i departementet Loiret i regionen Centre-Val de Loire strax norr Frankrikes mitt. Kommunen ligger i kantonen Château-Renard som tillhör arrondissementet Montargis. År 2022 hade Gy-les-Nonains 603 invånare.

## Befolkningsutveckling
Antalet invånare i kommunen Gy-les-Nonains
| Referens: INSEE |